# Astolfi (cognome)
Astolfi è un cognome di lingua italiana.

## Varianti
Astolfo, Astolfoni, Stolfa, Stolfi, Stolfich, Stolfini, Stolfo.

## Origine e diffusione
Cognome tipicamente settentrionale, è presente prevalentemente nel Triveneto.
Potrebbe derivare dal prenome Astolfo.
La variante Stolfich è tipicamente giuliana.

## Persone
- Achille Astolfi (1823-1900) – pittore e incisore italiano
- Alessandro Astolfi (1909-1981) –  calciatore italiano
- Flavia Astolfi (1966) – cantante, ballerina e attrice italiana
- Luigi Astolfi (1790-1860) – danzatore, coreografo e compositore italiano
- Maruzza Astolfi (1928-2010) – politica e partigiana italiana